# Puy du Fou
Puy du Fou ([pɥi dy fu]) é um parque temático histórico em Les Epesses, na Vendeia, região de Pays de la Loire, no oeste da França. Recebe mais de 2 milhões de visitantes todos os anos, o que o torna um dos parques temáticos mais populares da França. Em 2019, 2020 e 2022 foi o quarto parque temático mais visitado da França, atrás do Walt Disney Studios, Disneyland Paris e Parc Astérix.

## Toponímia
Le Puy du Fou é uma localidade da comuna de Epesses, a noroeste da cidade, localizada no Haut Bocage vendeano, perto de Les Herbiers e Cholet, a 45 minutos de La Roche-sur-Yon e a uma hora de Nantes e Angers de carro.
A etimologia, do latim "podium" (altura, colina) e "fagus" (faia), leva a interpretar o topónimo de Puy du Fou como a "colina das faias" ou o "cume das faias".

## História
A ideia do Puy du Fou surgiu em 1977, quando Philippe de Villiers, então com 27 anos, decidiu criar um espetáculo original chamado "Cinéscénie".
Em 13 de junho de 1977, ele descobriu as ruínas de um antigo castelo renascentista na aldeia de Les Epesses, perto de Cholet, e escreveu uma história sobre uma família local chamada Maupillier (nome verdadeiro de um soldado da Vendeia que lutou na Guerra da Vendeia durante a Revolução Francesa), abrangendo esse período até à Segunda Guerra Mundial.
Phillippe de Villiers organizou uma associação de 600 membros (3650 hoje) chamada "l'Association du Puy du Fou", cujo atual presidente (desde 2004) é o filho de Phillippe de Villiers, Nicolas de Villiers.
Quando Cinéscénie foi apresentado pela primeira vez em junho de 1978, o espetáculo não teve grande sucesso. No final da primeira temporada, o espetáculo obteve algum sucesso e continuou a crescer a partir daí. Desde então, gerou a sua própria microindústria de atores, fabricantes de adereços e treinadores para passeios a cavalo e luta com espadas, ambos presentes no espetáculo. Desde 1988, as "Académies Junior" organizam exibições anuais de Cinéscénie, como no Paris Paname no "Halle Renaissance" do Grand Parc, em março de 2008.
O Grand Parc do Puy du Fou foi inaugurado perto do Cinéscénie em 1989 e é hoje um dos parques temáticos mais populares da França.
Em 2011, o Grand Parc do Puy du Fou sediou as apresentações da equipa antes do Tour de France, que estava previsto para começar na Vendeia.
Em 13 de agosto de 2018, o Grand Parc lançou um programa em que gralhas especialmente treinadas voam pelo parque para recolher pontas de cigarro e outros pequenos pedaços de lixo. Christophe Gaborit, Chefe de Falcoaria do parque, originalmente treinou as aves para participarem do espetáculo de falcoaria, mas depois foi inspirado a ensiná-las a recolher o lixo deixado pelos visitantes do parque. Utilizando uma caixa especialmente criada, inspirada num adereço de mágico, ele ensinou seis dos seus pássaros — Boubou, Bamboo, Bill, Black, Bricole e Baco — a deitar pedaços de lixo na caixa e trocá-los por comida. O objetivo do projeto é ensinar os visitantes do parque sobre as aves e desencorajar a poluição.
Em 2019, o projeto expandiu-se para o exterior com o espetáculo noturno El sueño de Toledo ("O Sonho de Toledo") sobre a história da Espanha em Toledo, Espanha. É a primeira etapa do Puy du Fou España. Em 2021, expandiu-se para um parque com cinco espetáculos e quatro vilas.

## Atrações
O parque é dividido em 26 espetáculos principais, cada um com duração aproximada de 30 a 40 minutos:
- Le Secret de la Lance (O Segredo da Lança) está situado em frente às ameias de um castelo medieval. Conta a história de uma jovem pastora, Marguerite, que deve defender a torre do seu castelo sozinha contra os cavaleiros ingleses, ajudada por uma lança com poderes sobrenaturais.

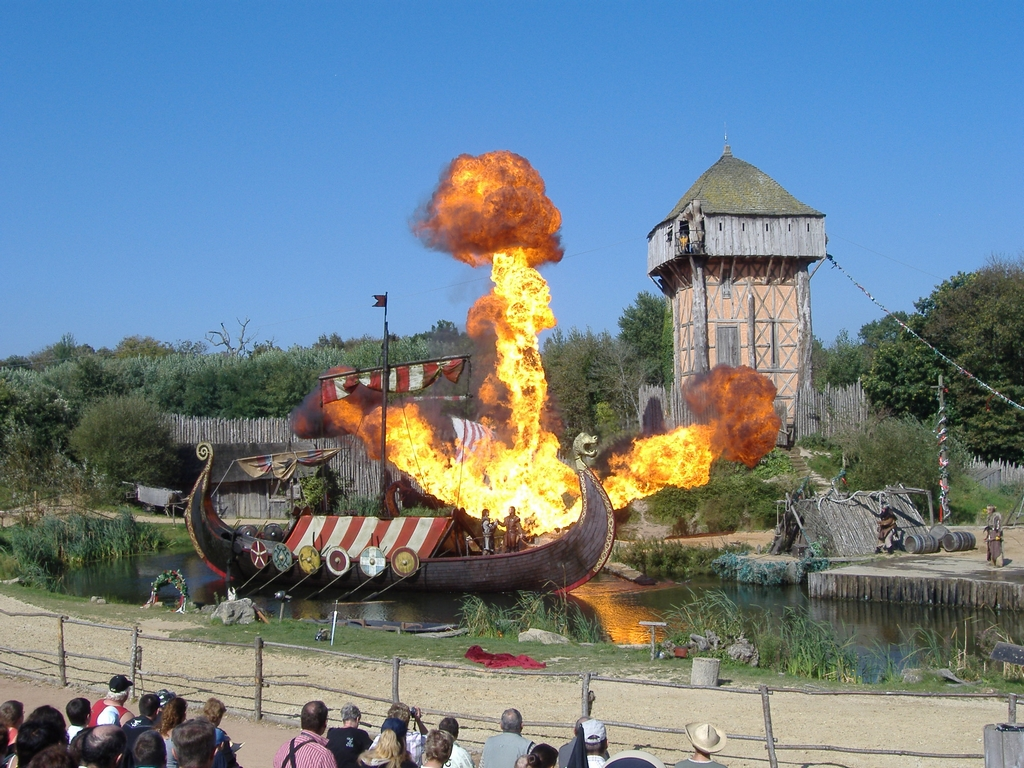
Os Vikings

- Les Vikings (Os Vikings) passa-se numa fortaleza reconstruída de 1000 anos que é atacada por navios vikings. A história começa com um casamento na aldeia, pouco antes da chegada de um escaler viking. Os efeitos especiais incluem o surgimento de um escaler debaixo d'água.
- Le Signe du Triomphe (O Sinal do Triunfo) está situado numa réplica de um anfiteatro com 115 metros de comprimento e 75 metros de largura. Recria a atmosfera da Gália durante a época romana. Apresenta um desfile tradicional de pessoas e animais, combate de gladiadores, corridas de bigas e execuções. É ambientado na época de Diocleciano, quando havia grande agitação.
- Le Bal des Oiseaux Fantômes (O Baile dos Pássaros Fantasmas) é um espetáculo ambientado numa história misteriosa. Dezenas de aves de rapina surgem das ruínas e voam baixo sobre as cabeças dos visitantes. Os falcões são colocados na cabeça de alguns visitantes usando chapéus fornecidos pelos falcoeiros. Muitos dos pássaros maiores são soltos de um balão a flutuar bem acima. Isto termina com cerca de duzentos pássaros a voarem ao mesmo tempo acima do público.
- Mousquetaire de Richelieu (O Mosqueteiro de Richelieu) apresenta mosqueteiros a lutarem com espadas e moças ciganas a dançarem flamenco na água. Os cavalos também realizam técnicas especiais de trote/salto.
- Le Dernier Panache (A Última Pluma) acompanha o destino de um oficial da marinha francesa, François de Charette de La Contrie, herói da Guerra da Independência Americana, cuja vida mudará dramaticamente em 1793, numa última luta pela liberdade. (Prêmio Thea por excelente desempenho em 2017)
- Le Mime et l'Étoile (O Mimo e a Estrela) leva os visitantes de volta aos primeiros anos do cinema, enquanto assistem à produção de um filme em preto e branco num cenário fechado. Logo surge um romance entre a atriz principal e um mimo.
- Les Noces de Feu (As Bodas de Fogo) acontece à noite (exceto às sextas e sábados durante o verão da Cinéscénie), inteiramente sobre a água e retrata a história de amor entre dois músicos.

Os espetáculos acima são apresentados em francês, mas estão disponíveis tradutores eletrónicos. No entanto, os espetáculos envolventes, especialmente aqueles que dependem de atores ao vivo, estão disponíveis apenas em francês. Esses incluem:
- Le Monde Imaginaire de La Fontaine (O Mundo Imaginário de La Fontaine) é um jardim onde os hóspedes descobrem as fábulas mais famosas de Jean de la Fontaine. Essas são contadas através de animações automatizadas e, mais recentemente, de atores. Foi inaugurado em 2012.
- La Renaissance du Château (O Renascimento do Castelo) é um passeio através dos séculos no histórico Castelo do Puy du Fou. Inaugurado em 2014.
- Les Amoureux de Verdun (Os Amantes de Verdun) é uma recriação de uma trincheira da Primeira Guerra Mundial durante o inverno de 1916. À medida que os convidados avançam no ambiente devastado pela guerra, eles ouvem a correspondência entre um soldado e a sua noiva em casa, a quem ele tenta proteger das horríveis realidades da guerra nas suas cartas. Inaugurado em 2015, ganhou o Prêmio Thea de Outstanding Achievement em 2016, um século após os eventos mencionados.
- Le Mystère de La Pérouse (O Mistério de La Pérouse) é uma recriação da malfadada expedição marítima liderada por Jean-François de La Pérouse. Os hóspedes embarcam no navio de La Pérouse, La Boussole, e acompanham de perto a história do tenente vendeano Augustin de Monti. Inaugurado em 2018, tornou-se a principal nova atração da Europa naquele ano.
- Le Premier Royaume (O Primeiro Reino) é um passo a passo que reconta a vida do rei Clóvis I. Entre muitos eventos, esta viagem inclui a guerra de Clóvis contra os remanescentes do Império Romano, a quebra do Vaso de Soissons ou a subsequente conversão do rei franco à fé cristã. Inaugurado em 2019, foi premiado como Entretenimento ao Vivo do Ano.

Outros programas menores também estão disponíveis apenas em francês:
- Les Automates Musiciens (Os Autómatos Músicos) é um espetáculo musical que exibe personagens autómatos no Bourg 1900. Foi inaugurado em 2004.
- Les Grandes Eaux (As Grandes Águas) é um espetáculo musical de fontes orquestrado ao som da música de Jean-Baptiste Lully.
- Les Chevaliers de la Table Ronde (Os Cavaleiros da Távola Redonda) é uma releitura da Lenda Arturiana na forma de um espetáculo de magia. Foi inaugurado em 2013.
- Le Ballet des Sapeurs (O Balé dos Bombeiros) é um espetáculo musical de pantomima retratado por atores infantis da Puy du Fou Académie. Foi inaugurado em 2017.
- Le Grand Carillon (O Grande Carrilhão) é um espetáculo musical acrobático na torre sineira da Vila do Século XVIII. Foi inaugurado em 2017.

## ACinéscénie

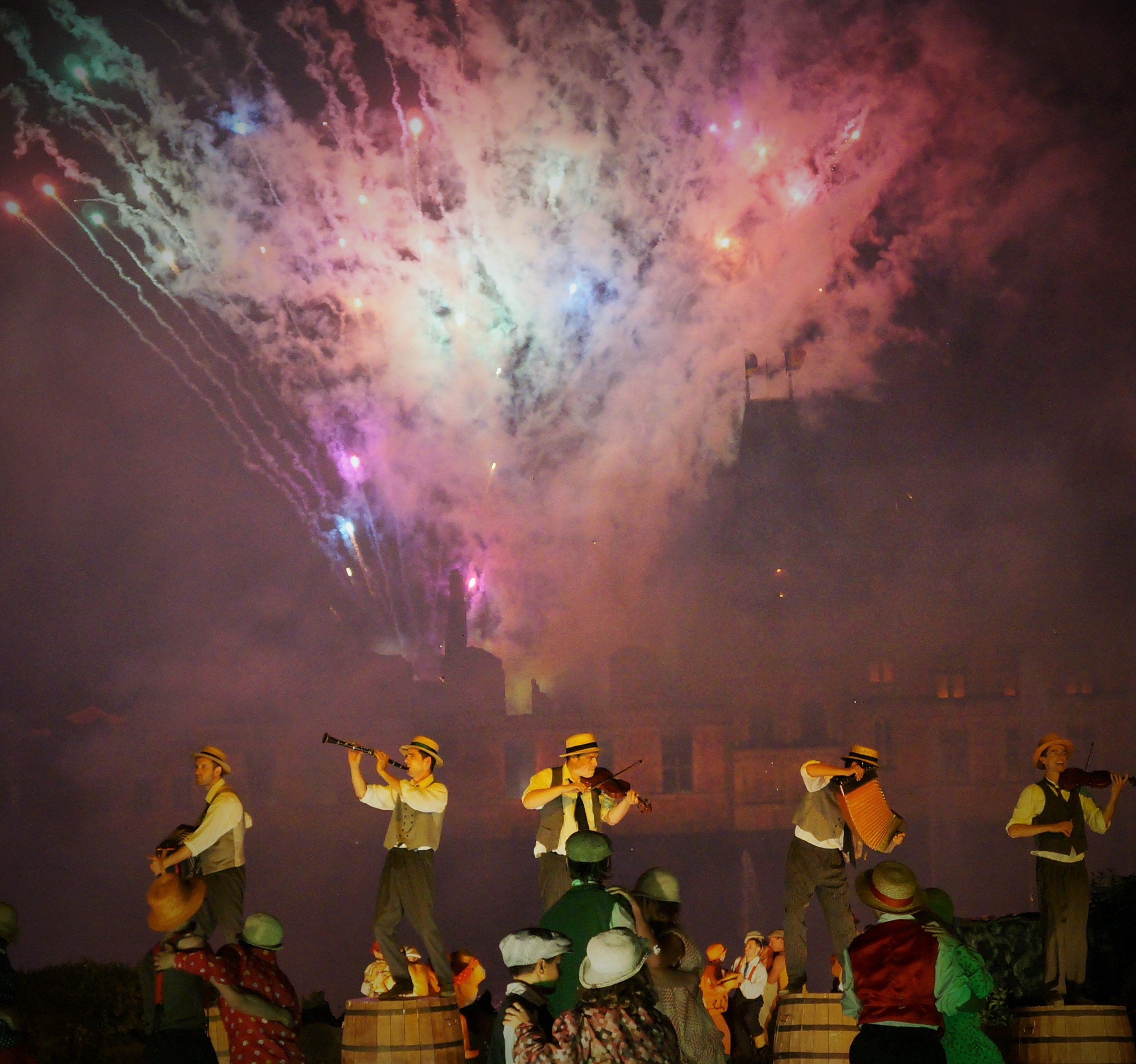
Cinéscénie

O espetáculo principal acontece à noite num palco ao ar livre. Conta a história dos 700 anos de história da região. A Cinéscénie é o maior palco do mundo, com 1200 atores, centenas de cavalos e cerca de 800 fogos de artifício por apresentação. Todo o diálogo é em francês, mas os auscultadores de tradução estão disponíveis em cinco idiomas diferentes. Todos os atores e atrizes, incluindo as crianças, são voluntários das aldeias locais. A Cinéscénie só é realizada na alta temporada. Pode ser reservado separadamente e tem uma entrada separada.

## A Cidade Noturna
Em 2007, o parque inaugurou o seu primeiro hotel para incentivar os hóspedes a permanecerem por bastante tempo. Ao longo dos anos, os hotéis cresceram em número e agora formam um resort a sudeste do parque chamado A Cidade Noturna (La Cité Nocturne). Existem seis hotéis temáticos, cada um permitindo aos hóspedes escolher uma época para dormir.
- A Vila Galo-Romana (La Villa Gallo-Romaine) é um hotel temático da Roma Antiga, inaugurado em 2007. Sendo o primeiro hotel do Puy du Fou, oferece 100 quartos.
- Alojamentos de Lescure (Le Logis de Lescure) é o segundo hotel inaugurado em 2009. Projetado como uma casa vendeana do final do século XVIII, o seu nome refere-se a Louis Marie de Lescure, um famoso oponente vendeano da Revolução Francesa. Devido ao seu tamanho modesto, possui apenas quatro suítes luxuosas.
- As Ilhas de Clóvis (Les Îles de Clovis) foram inauguradas em 2010. Este hotel é composto por 50 palafitas merovíngias da época do rei Clóvis I, construídas em cima de lagos.
- O Campo do Pano de Ouro (Le Camp du Drap d'Or) é uma réplica de 2014 da cimeira homónima que ocorreu em 1520 entre Francisco I da França e Henrique VIII da Inglaterra. Os hóspedes ficam hospedados numa das 50 tendas reais semelhantes às montadas naquela ocasião.
- A Cidadela (La Citadelle) é um hotel temático de uma fortaleza medieval. Foi inaugurado em 2017 e oferece 100 quartos.
- O Grande Século (Le Grand Siècle) é um hotel de luxo inaugurado em 2020. Com temática do reinado do rei Luís XIV, os seus oito ostentosos pavilhões inspirados no agora destruído Château de Marly oferecem um total de 96 quartos. Também inclui um centro de convenções chamado Teatro Molière (Le Théâtre Molière).

## Linha do tempo
| Local                          | 1980                   | 1990                   | 1990                             | 1990                             | 1990                             | 1990                             | 1990                             | 1990                             | 1990                             | 1990                             | 1990                             | 2000                             | 2000                             | 2000                             | 2000                           | 2000                           | 2000                           | 2000                           | 2000                           | 2000                           | 2000                           | 2010                           | 2010                           | 2010                              | 2010                              | 2010                              | 2010                              | 2010                              | 2010                              | 2010                              | 2010                              | 2020                              | 2020                              | 2020                              | 2020                              |
| Local                          | 9                      | 0                      | 1                                | 2                                | 3                                | 4                                | 5                                | 6                                | 7                                | 8                                | 9                                | 0                                | 1                                | 2                                | 3                              | 4                              | 5                              | 6                              | 7                              | 8                              | 9                              | 0                              | 1                              | 2                                 | 3                                 | 4                                 | 5                                 | 6                                 | 7                                 | 8                                 | 9                                 | 0                                 | 1                                 | 2                                 | 3                                 |
| ------------------------------ | ---------------------- | ---------------------- | -------------------------------- | -------------------------------- | -------------------------------- | -------------------------------- | -------------------------------- | -------------------------------- | -------------------------------- | -------------------------------- | -------------------------------- | -------------------------------- | -------------------------------- | -------------------------------- | ------------------------------ | ------------------------------ | ------------------------------ | ------------------------------ | ------------------------------ | ------------------------------ | ------------------------------ | ------------------------------ | ------------------------------ | --------------------------------- | --------------------------------- | --------------------------------- | --------------------------------- | --------------------------------- | --------------------------------- | --------------------------------- | --------------------------------- | --------------------------------- | --------------------------------- | --------------------------------- | --------------------------------- |
| Grandes Espetáculos            |                        |                        |                                  |                                  |                                  |                                  |                                  |                                  |                                  |                                  |                                  |                                  |                                  |                                  |                                |                                |                                |                                |                                |                                |                                |                                |                                |                                   |                                   |                                   |                                   |                                   |                                   |                                   |                                   |                                   |                                   |                                   |                                   |
| O Velho Castelo                | —                      | —                      | O Grande Espetáculo de Falcoaria | O Grande Espetáculo de Falcoaria | O Grande Espetáculo de Falcoaria | O Grande Espetáculo de Falcoaria | O Grande Espetáculo de Falcoaria | O Grande Espetáculo de Falcoaria | O Grande Espetáculo de Falcoaria | O Grande Espetáculo de Falcoaria | O Grande Espetáculo de Falcoaria | O Grande Espetáculo de Falcoaria | O Grande Espetáculo de Falcoaria | O Grande Espetáculo de Falcoaria | O Baile dos Pássaros Fantasmas | O Baile dos Pássaros Fantasmas | O Baile dos Pássaros Fantasmas | O Baile dos Pássaros Fantasmas | O Baile dos Pássaros Fantasmas | O Baile dos Pássaros Fantasmas | O Baile dos Pássaros Fantasmas | O Baile dos Pássaros Fantasmas | O Baile dos Pássaros Fantasmas | O Baile dos Pássaros Fantasmas    | O Baile dos Pássaros Fantasmas    | O Baile dos Pássaros Fantasmas    | O Baile dos Pássaros Fantasmas    | O Baile dos Pássaros Fantasmas    | O Baile dos Pássaros Fantasmas    | O Baile dos Pássaros Fantasmas    | O Baile dos Pássaros Fantasmas    | O Baile dos Pássaros Fantasmas    | O Baile dos Pássaros Fantasmas    | O Baile dos Pássaros Fantasmas    | O Baile dos Pássaros Fantasmas    |
| Castelo Puy du Fou             | —                      | —                      | —                                | —                                | —                                | A Festa da Cavalaria             | A Festa da Cavalaria             | A Festa da Cavalaria             | A Festa da Cavalaria             | A Festa da Cavalaria             | A Festa da Cavalaria             | Batalha da Fortaleza             | Batalha da Fortaleza             | Batalha da Fortaleza             | Batalha da Fortaleza           | Batalha da Fortaleza           | Batalha da Fortaleza           | Batalha da Fortaleza           | Batalha da Fortaleza           | Batalha da Fortaleza           | Batalha da Fortaleza           | O Segredo da Lança             | O Segredo da Lança             | O Segredo da Lança                | O Segredo da Lança                | O Segredo da Lança                | O Segredo da Lança                | O Segredo da Lança                | O Segredo da Lança                | O Segredo da Lança                | O Segredo da Lança                | O Segredo da Lança                | O Segredo da Lança                | O Segredo da Lança                | O Segredo da Lança                |
| Castelo Puy du Fou             | —                      | —                      | —                                | —                                | —                                | —                                | —                                | —                                | —                                | —                                | —                                | —                                | —                                | —                                | —                              | —                              | Batalha da Fortaleza (Noite)   | Batalha da Fortaleza (Noite)   | Batalha da Fortaleza (Noite)   | Batalha da Fortaleza (Noite)   | —                              | —                              | —                              | —                                 | —                                 | —                                 | —                                 | —                                 | —                                 | —                                 | —                                 | —                                 | —                                 | —                                 | —                                 |
| Castelo Puy du Fou             | —                      | —                      | —                                | —                                | —                                | —                                | —                                | —                                | —                                | —                                | —                                | —                                | —                                | —                                | —                              | —                              | —                              | —                              | —                              | —                              | —                              | —                              | —                              | —                                 | —                                 | Renascimento do Castelo           | Renascimento do Castelo           | Renascimento do Castelo           | Renascimento do Castelo           | Renascimento do Castelo           | Renascimento do Castelo           | Renascimento do Castelo           | Renascimento do Castelo           | Renascimento do Castelo           | Renascimento do Castelo           |
| O Estádio Galo-Romano          | —                      | —                      | —                                | —                                | —                                | —                                | —                                | —                                | —                                | —                                | —                                | —                                | Gladiadores                      | Gladiadores                      | Gladiadores                    | Gladiadores                    | Gladiadores                    | Gladiadores                    | Gladiadores                    | Gladiadores                    | Gladiadores                    | Gladiadores                    | O Sinal do Triunfo             | O Sinal do Triunfo                | O Sinal do Triunfo                | O Sinal do Triunfo                | O Sinal do Triunfo                | O Sinal do Triunfo                | O Sinal do Triunfo                | O Sinal do Triunfo                | O Sinal do Triunfo                | O Sinal do Triunfo                | O Sinal do Triunfo                | O Sinal do Triunfo                | O Sinal do Triunfo                |
| O Grande Carrossel             | —                      | —                      | —                                | —                                | —                                | —                                | —                                | —                                | —                                | —                                | —                                | —                                | —                                | —                                | —                              | —                              | —                              | Mosqueteiro de Richelieu       | Mosqueteiro de Richelieu       | Mosqueteiro de Richelieu       | Mosqueteiro de Richelieu       | Mosqueteiro de Richelieu       | Mosqueteiro de Richelieu       | Mosqueteiro de Richelieu          | Mosqueteiro de Richelieu          | Mosqueteiro de Richelieu          | Mosqueteiro de Richelieu          | Mosqueteiro de Richelieu          | Mosqueteiro de Richelieu          | Mosqueteiro de Richelieu          | Mosqueteiro de Richelieu          | Mosqueteiro de Richelieu          | Mosqueteiro de Richelieu          | Mosqueteiro de Richelieu          | Mosqueteiro de Richelieu          |
| A Velha Lagoa                  | —                      | —                      | —                                | —                                | —                                | —                                | —                                | —                                | —                                | —                                | —                                | —                                | —                                | —                                | —                              | —                              | —                              | —                              | —                              | —                              | Órgãos de Fogo                 | Órgãos de Fogo                 | Órgãos de Fogo                 | Órgãos de Fogo                    | Órgãos de Fogo                    | Órgãos de Fogo                    | Órgãos de Fogo                    | Órgãos de Fogo                    | Órgãos de Fogo                    | Órgãos de Fogo                    | Órgãos de Fogo                    | As Bodas de Fogo                  | As Bodas de Fogo                  | As Bodas de Fogo                  | As Bodas de Fogo                  |
| A Velha Lagoa                  | —                      | —                      | —                                | —                                | —                                | —                                | —                                | —                                | —                                | —                                | —                                | —                                | —                                | —                                | —                              | —                              | —                              | —                              | —                              | —                              | O Grande Espetáculo de Água    | O Grande Espetáculo de Água    | O Grande Espetáculo de Água    | O Grande Espetáculo de Água       | O Grande Espetáculo de Água       | O Grande Espetáculo de Água       | O Grande Espetáculo de Água       | O Grande Espetáculo de Água       | O Grande Espetáculo de Água       | O Grande Espetáculo de Água       | O Grande Espetáculo de Água       | O Grande Espetáculo de Água       | O Grande Espetáculo de Água       | O Grande Espetáculo de Água       | O Grande Espetáculo de Água       |
| O Teatro dos Gigantes          | —                      | —                      | —                                | —                                | —                                | —                                | —                                | —                                | —                                | —                                | —                                | —                                | —                                | —                                | —                              | —                              | —                              | —                              | —                              | —                              | —                              | —                              | —                              | —                                 | —                                 | —                                 | —                                 | A Última Pluma                    | A Última Pluma                    | A Última Pluma                    | A Última Pluma                    | A Última Pluma                    | A Última Pluma                    | A Última Pluma                    | A Última Pluma                    |
| O Cinematógrafo                | —                      | —                      | —                                | —                                | —                                | —                                | —                                | —                                | —                                | —                                | —                                | —                                | —                                | —                                | —                              | —                              | —                              | —                              | —                              | —                              | —                              | —                              | —                              | —                                 | —                                 | —                                 | —                                 | —                                 | —                                 | —                                 | —                                 | —                                 | —                                 | —                                 | O Mimo e a Estrela                |
| Aldeias e Espetáculos de Época |                        |                        |                                  |                                  |                                  |                                  |                                  |                                  |                                  |                                  |                                  |                                  |                                  |                                  |                                |                                |                                |                                |                                |                                |                                |                                |                                |                                   |                                   |                                   |                                   |                                   |                                   |                                   |                                   |                                   |                                   |                                   |                                   |
| Chasseloup                     | Aldeia do Século XVIII | Aldeia do Século XVIII | Aldeia do Século XVIII           | Aldeia do Século XVIII           | Aldeia do Século XVIII           | Aldeia do Século XVIII           | Aldeia do Século XVIII           | Aldeia do Século XVIII           | Aldeia do Século XVIII           | Aldeia do Século XVIII           | Aldeia do Século XVIII           | Aldeia do Século XVIII           | Aldeia do Século XVIII           | Aldeia do Século XVIII           | Aldeia do Século XVIII         | Aldeia do Século XVIII         | Aldeia do Século XVIII         | Aldeia do Século XVIII         | Aldeia do Século XVIII         | Aldeia do Século XVIII         | Aldeia do Século XVIII         | Aldeia do Século XVIII         | Aldeia do Século XVIII         | Aldeia do Século XVIII            | Aldeia do Século XVIII            | Aldeia do Século XVIII            | Aldeia do Século XVIII            | Aldeia do Século XVIII            | Aldeia do Século XVIII            | Aldeia do Século XVIII            | Aldeia do Século XVIII            | Aldeia do Século XVIII            | Aldeia do Século XVIII            | Aldeia do Século XVIII            | Chasseloup                        |
| Chasseloup                     | —                      | —                      | —                                | —                                | Músicos Tradicionais             | Músicos Tradicionais             | Músicos Tradicionais             | Músicos Tradicionais             | Músicos Tradicionais             | Músicos Tradicionais             | Músicos Tradicionais             | Músicos Tradicionais             | Músicos Tradicionais             | Músicos Tradicionais             | Músicos Tradicionais           | Músicos Tradicionais           | Músicos Tradicionais           | Músicos Tradicionais           | Músicos Tradicionais           | Músicos Tradicionais           | Músicos Tradicionais           | Músicos Tradicionais           | Músicos Tradicionais           | Músicos Tradicionais              | Músicos Tradicionais              | Músicos Tradicionais              | Músicos Tradicionais              | Músicos Tradicionais              | O Grande Carrilhão                | O Grande Carrilhão                | O Grande Carrilhão                | O Grande Carrilhão                | O Grande Carrilhão                | O Grande Carrilhão                | O Grande Carrilhão                |
| Font-Rognou                    | —                      | —                      | —                                | —                                | —                                | —                                | A Cidade Medieval                | A Cidade Medieval                | A Cidade Medieval                | A Cidade Medieval                | A Cidade Medieval                | A Cidade Medieval                | A Cidade Medieval                | A Cidade Medieval                | A Cidade Medieval              | A Cidade Medieval              | A Cidade Medieval              | A Cidade Medieval              | A Cidade Medieval              | A Cidade Medieval              | A Cidade Medieval              | A Cidade Medieval              | A Cidade Medieval              | A Cidade Medieval                 | A Cidade Medieval                 | A Cidade Medieval                 | A Cidade Medieval                 | A Cidade Medieval                 | A Cidade Medieval                 | A Cidade Medieval                 | A Cidade Medieval                 | A Cidade Medieval                 | A Cidade Medieval                 | A Cidade Medieval                 | Font-Rognou                       |
| Font-Rognou                    | —                      | —                      | —                                | —                                | —                                | —                                | O Menestrel Mágico               | O Menestrel Mágico               | O Menestrel Mágico               | O Menestrel Mágico               | O Menestrel Mágico               | O Menestrel Mágico               | O Menestrel Mágico               | O Menestrel Mágico               | O Menestrel Mágico             | O Menestrel Mágico             | O Menestrel Mágico             | O Menestrel Mágico             | O Menestrel Mágico             | O Menestrel Mágico             | O Menestrel Mágico             | O Menestrel Mágico             | O Menestrel Mágico             | O Menestrel Mágico                | Os Cavaleiros da Távola Redonda   | Os Cavaleiros da Távola Redonda   | Os Cavaleiros da Távola Redonda   | Os Cavaleiros da Távola Redonda   | Os Cavaleiros da Távola Redonda   | Os Cavaleiros da Távola Redonda   | Os Cavaleiros da Távola Redonda   | Os Cavaleiros da Távola Redonda   | Os Cavaleiros da Távola Redonda   | Os Cavaleiros da Távola Redonda   | Os Cavaleiros da Távola Redonda   |
| Saint Philbert le Vieil        | —                      | —                      | —                                | —                                | —                                | —                                | —                                | —                                | O Forte do Ano Mil               | O Forte do Ano Mil               | O Forte do Ano Mil               | O Forte do Ano Mil               | O Forte do Ano Mil               | O Forte do Ano Mil               | O Forte do Ano Mil             | O Forte do Ano Mil             | O Forte do Ano Mil             | O Forte do Ano Mil             | O Forte do Ano Mil             | O Forte do Ano Mil             | O Forte do Ano Mil             | O Forte do Ano Mil             | O Forte do Ano Mil             | O Forte do Ano Mil                | O Forte do Ano Mil                | O Forte do Ano Mil                | O Forte do Ano Mil                | O Forte do Ano Mil                | O Forte do Ano Mil                | O Forte do Ano Mil                | O Forte do Ano Mil                | O Forte do Ano Mil                | O Forte do Ano Mil                | O Forte do Ano Mil                | Saint Philbert le Vieil           |
| Saint Philbert le Vieil        | —                      | —                      | —                                | —                                | —                                | —                                | —                                | —                                | A Lenda de Saint Philibert       | A Lenda de Saint Philibert       | A Lenda de Saint Philibert       | A Lenda de Saint Philibert       | A Lenda de Saint Philibert       | A Lenda de Saint Philibert       | A Lenda de Saint Philibert     | A Lenda de Saint Philibert     | Os Vikings                     | Os Vikings                     | Os Vikings                     | Os Vikings                     | Os Vikings                     | Os Vikings                     | Os Vikings                     | Os Vikings                        | Os Vikings                        | Os Vikings                        | Os Vikings                        | Os Vikings                        | Os Vikings                        | Os Vikings                        | Os Vikings                        | Os Vikings                        | Os Vikings                        | Os Vikings                        | Os Vikings                        |
| Bourg Bérard                   | —                      | —                      | —                                | —                                | O Salão Renascentista            | O Salão Renascentista            | O Salão Renascentista            | O Salão Renascentista            | O Salão Renascentista            | O Salão Renascentista            | O Salão Renascentista            | O Salão Renascentista            | O Salão Renascentista            | O Salão Renascentista            | O Salão Renascentista          | O Salão Renascentista          | O Salão Renascentista          | O Salão Renascentista          | O Salão Renascentista          | O Salão Renascentista          | O Salão Renascentista          | O Salão Renascentista          | O Salão Renascentista          | O Salão Renascentista             | O Salão Renascentista             | O Salão Renascentista             | O Salão Renascentista             | O Salão Renascentista             | O Salão Renascentista             | Café La Madelon                   | Café La Madelon                   | Café La Madelon                   | Café La Madelon                   | Café La Madelon                   | Café La Madelon                   |
| Bourg Bérard                   | —                      | —                      | —                                | —                                | —                                | —                                | —                                | —                                | —                                | —                                | —                                | —                                | —                                | —                                | —                              | Bourg 1900                     | Bourg 1900                     | Bourg 1900                     | Bourg 1900                     | Bourg 1900                     | Bourg 1900                     | Bourg 1900                     | Bourg 1900                     | Bourg 1900                        | Bourg 1900                        | Bourg 1900                        | Bourg 1900                        | Bourg 1900                        | Bourg 1900                        | Bourg 1900                        | Bourg 1900                        | Bourg 1900                        | Bourg 1900                        | Bourg 1900                        | Bourg Bérard                      |
| Bourg Bérard                   | —                      | —                      | —                                | —                                | —                                | —                                | —                                | —                                | —                                | —                                | —                                | —                                | —                                | —                                | —                              | —                              | Os Autómatos Músicos           | Os Autómatos Músicos           | Os Autómatos Músicos           | Os Autómatos Músicos           | Os Autómatos Músicos           | Os Autómatos Músicos           | Os Autómatos Músicos           | Os Autómatos Músicos              | Os Autómatos Músicos              | Os Autómatos Músicos              | Os Autómatos Músicos              | Os Autómatos Músicos              | Os Autómatos Músicos              | Os Autómatos Músicos              | Os Autómatos Músicos              | Os Autómatos Músicos              | Os Autómatos Músicos              | Os Autómatos Músicos              | Os Autómatos Músicos              |
| Bourg Bérard                   | —                      | —                      | —                                | —                                | —                                | —                                | —                                | —                                | —                                | —                                | —                                | —                                | —                                | —                                | —                              | —                              | —                              | —                              | —                              | —                              | —                              | —                              | —                              | —                                 | —                                 | —                                 | —                                 | —                                 | O Balé dos Bombeiros              | O Balé dos Bombeiros              | O Balé dos Bombeiros              | O Balé dos Bombeiros              | O Balé dos Bombeiros              | O Balé dos Bombeiros              | O Balé dos Bombeiros              |
| Áreas Naturais e Espetáculos   |                        |                        |                                  |                                  |                                  |                                  |                                  |                                  |                                  |                                  |                                  |                                  |                                  |                                  |                                |                                |                                |                                |                                |                                |                                |                                |                                |                                   |                                   |                                   |                                   |                                   |                                   |                                   |                                   |                                   |                                   |                                   |                                   |
| A Floresta                     | —                      | —                      | Estrada da Memória               | Estrada da Memória               | Estrada da Memória               | Estrada da Memória               | Estrada da Memória               | Estrada da Memória               | Estrada da Memória               | Estrada da Memória               | Estrada da Memória               | Estrada da Memória               | Estrada da Memória               | Estrada da Memória               | Estrada da Memória             | Estrada da Memória             | Estrada da Memória             | Estrada da Memória             | Estrada da Memória             | Estrada da Memória             | Estrada da Memória             | Estrada da Memória             | Estrada da Memória             | Estrada da Memória                | Estrada da Memória                | Estrada da Memória                | Estrada da Memória                | Estrada da Memória                | Estrada da Memória                | O Mistério de La Pérouse          | O Mistério de La Pérouse          | O Mistério de La Pérouse          | O Mistério de La Pérouse          | O Mistério de La Pérouse          | O Mistério de La Pérouse          |
| A Floresta                     | —                      | —                      | —                                | O Teatro Aquático                | O Teatro Aquático                | O Teatro Aquático                | O Teatro Aquático                | O Teatro Aquático                | O Teatro Aquático                | O Teatro Aquático                | O Teatro Aquático                | O Teatro Aquático                | O Teatro Aquático                | O Teatro Aquático                | O Teatro Aquático              | O Teatro Aquático              | O Teatro Aquático              | O Teatro Aquático              | O Teatro Aquático              | A Odisseia de Puy du Fou       | A Odisseia de Puy du Fou       | A Odisseia de Puy du Fou       | A Odisseia de Puy du Fou       | A Odisseia de Puy du Fou          | A Odisseia de Puy du Fou          | A Odisseia de Puy du Fou          | A Odisseia de Puy du Fou          | A Odisseia de Puy du Fou          | A Odisseia de Puy du Fou          | A Odisseia de Puy du Fou          | O Primeiro Reino                  | O Primeiro Reino                  | O Primeiro Reino                  | O Primeiro Reino                  | O Primeiro Reino                  |
| A Floresta                     | —                      | —                      | —                                | —                                | —                                | —                                | —                                | —                                | —                                | —                                | —                                | —                                | —                                | —                                | —                              | —                              | —                              | —                              | —                              | —                              | —                              | —                              | —                              | —                                 | —                                 | —                                 | Os Amantes de Verdun              | Os Amantes de Verdun              | Os Amantes de Verdun              | Os Amantes de Verdun              | Os Amantes de Verdun              | Os Amantes de Verdun              | Os Amantes de Verdun              | Os Amantes de Verdun              | Os Amantes de Verdun              |
| A Floresta                     | —                      | —                      | —                                | —                                | —                                | —                                | —                                | —                                | —                                | —                                | —                                | —                                | —                                | —                                | —                              | —                              | —                              | —                              | —                              | —                              | —                              | —                              | —                              | —                                 | —                                 | —                                 | —                                 | —                                 | —                                 | —                                 | —                                 | —                                 | —                                 | —                                 | O Vale Marienne                   |
| O Arboreto                     | —                      | —                      | —                                | O Covil dos Lobos                | O Covil dos Lobos                | O Covil dos Lobos                | O Covil dos Lobos                | O Covil dos Lobos                | O Covil dos Lobos                | O Covil dos Lobos                | O Covil dos Lobos                | O Covil dos Lobos                | O Covil dos Lobos                | O Covil dos Lobos                | O Covil dos Lobos              | O Covil dos Lobos              | O Covil dos Lobos              | O Covil dos Lobos              | O Covil dos Lobos              | O Covil dos Lobos              | O Covil dos Lobos              | O Covil dos Lobos              | O Covil dos Lobos              | O Mundo Imaginário de La Fontaine | O Mundo Imaginário de La Fontaine | O Mundo Imaginário de La Fontaine | O Mundo Imaginário de La Fontaine | O Mundo Imaginário de La Fontaine | O Mundo Imaginário de La Fontaine | O Mundo Imaginário de La Fontaine | O Mundo Imaginário de La Fontaine | O Mundo Imaginário de La Fontaine | O Mundo Imaginário de La Fontaine | O Mundo Imaginário de La Fontaine | O Mundo Imaginário de La Fontaine |
| O Arboreto                     | —                      | —                      | —                                | —                                | —                                | —                                | —                                | —                                | —                                | —                                | —                                | —                                | —                                | —                                | —                              | —                              | —                              | —                              | —                              | —                              | —                              | —                              | —                              | O Jardim das Rosas                | O Jardim das Rosas                | O Jardim das Rosas                | O Jardim das Rosas                | O Jardim das Rosas                | O Jardim das Rosas                | O Jardim das Rosas                | O Jardim das Rosas                | O Jardim das Rosas                | O Jardim das Rosas                | O Jardim das Rosas                | Jardim de Rosas de Ronsard        |
| A Pradaria                     | —                      | —                      | —                                | —                                | —                                | —                                | —                                | O Teatro Infantil                | O Teatro Infantil                | O Teatro Infantil                | O Teatro Infantil                | O Teatro Infantil                | O Teatro Infantil                | O Teatro Infantil                | O Teatro Infantil              | O Teatro Infantil              | O Teatro Infantil              | O Teatro Infantil              | O Teatro Infantil              | A Lenda de Martinho            | A Lenda de Martinho            | A Lenda de Martinho            | A Lenda de Martinho            | A Lenda de Martinho               | A Lenda de Martinho               | A Lenda de Martinho               | A Lenda de Martinho               | A Lenda de Martinho               | Ensopado do Rei Henrique          | Ensopado do Rei Henrique          | Ensopado do Rei Henrique          | Ensopado do Rei Henrique          | Ensopado do Rei Henrique          | Ensopado do Rei Henrique          | Ensopado do Rei Henrique          |
| A Cidade Noturna               |                        |                        |                                  |                                  |                                  |                                  |                                  |                                  |                                  |                                  |                                  |                                  |                                  |                                  |                                |                                |                                |                                |                                |                                |                                |                                |                                |                                   |                                   |                                   |                                   |                                   |                                   |                                   |                                   |                                   |                                   |                                   |                                   |
| Hotéis                         | —                      | —                      | —                                | —                                | —                                | —                                | —                                | —                                | —                                | —                                | —                                | —                                | —                                | —                                | —                              | —                              | —                              | —                              | A Vila Galo-Romana             | A Vila Galo-Romana             | A Vila Galo-Romana             | A Vila Galo-Romana             | A Vila Galo-Romana             | A Vila Galo-Romana                | A Vila Galo-Romana                | A Vila Galo-Romana                | A Vila Galo-Romana                | A Vila Galo-Romana                | A Vila Galo-Romana                | A Vila Galo-Romana                | A Vila Galo-Romana                | A Vila Galo-Romana                | A Vila Galo-Romana                | A Vila Galo-Romana                | A Vila Galo-Romana                |
| Hotéis                         | —                      | —                      | —                                | —                                | —                                | —                                | —                                | —                                | —                                | —                                | —                                | —                                | —                                | —                                | —                              | —                              | —                              | —                              | —                              | —                              | Alojamentos de Lescure         | Alojamentos de Lescure         | Alojamentos de Lescure         | Alojamentos de Lescure            | Alojamentos de Lescure            | Alojamentos de Lescure            | Alojamentos de Lescure            | Alojamentos de Lescure            | Alojamentos de Lescure            | Alojamentos de Lescure            | Alojamentos de Lescure            | Alojamentos de Lescure            | Alojamentos de Lescure            | Alojamentos de Lescure            | Alojamentos de Lescure            |
| Hotéis                         | —                      | —                      | —                                | —                                | —                                | —                                | —                                | —                                | —                                | —                                | —                                | —                                | —                                | —                                | —                              | —                              | —                              | —                              | —                              | —                              | —                              | As Ilhas de Clóvis             | As Ilhas de Clóvis             | As Ilhas de Clóvis                | As Ilhas de Clóvis                | As Ilhas de Clóvis                | As Ilhas de Clóvis                | As Ilhas de Clóvis                | As Ilhas de Clóvis                | As Ilhas de Clóvis                | As Ilhas de Clóvis                | As Ilhas de Clóvis                | As Ilhas de Clóvis                | As Ilhas de Clóvis                | As Ilhas de Clóvis                |
| Hotéis                         | —                      | —                      | —                                | —                                | —                                | —                                | —                                | —                                | —                                | —                                | —                                | —                                | —                                | —                                | —                              | —                              | —                              | —                              | —                              | —                              | —                              | —                              | —                              | —                                 | —                                 | O Campo do Pano de Ouro           | O Campo do Pano de Ouro           | O Campo do Pano de Ouro           | O Campo do Pano de Ouro           | O Campo do Pano de Ouro           | O Campo do Pano de Ouro           | O Campo do Pano de Ouro           | O Campo do Pano de Ouro           | O Campo do Pano de Ouro           | O Campo do Pano de Ouro           |
| Hotéis                         | —                      | —                      | —                                | —                                | —                                | —                                | —                                | —                                | —                                | —                                | —                                | —                                | —                                | —                                | —                              | —                              | —                              | —                              | —                              | —                              | —                              | —                              | —                              | —                                 | —                                 | —                                 | —                                 | —                                 | A Cidadela                        | A Cidadela                        | A Cidadela                        | A Cidadela                        | A Cidadela                        | A Cidadela                        | A Cidadela                        |
| Hotéis                         | —                      | —                      | —                                | —                                | —                                | —                                | —                                | —                                | —                                | —                                | —                                | —                                | —                                | —                                | —                              | —                              | —                              | —                              | —                              | —                              | —                              | —                              | —                              | —                                 | —                                 | —                                 | —                                 | —                                 | —                                 | —                                 | —                                 | O Grande Século                   | O Grande Século                   | O Grande Século                   | O Grande Século                   |
| Local                          | 9                      | 0                      | 1                                | 2                                | 3                                | 4                                | 5                                | 6                                | 7                                | 8                                | 9                                | 0                                | 1                                | 2                                | 3                              | 4                              | 5                              | 6                              | 7                              | 8                              | 9                              | 0                              | 1                              | 2                                 | 3                                 | 4                                 | 5                                 | 6                                 | 7                                 | 8                                 | 9                                 | 0                                 | 1                                 | 2                                 | 3                                 |
| Local                          | 1980                   | 1990                   | 1990                             | 1990                             | 1990                             | 1990                             | 1990                             | 1990                             | 1990                             | 1990                             | 1990                             | 2000                             | 2000                             | 2000                             | 2000                           | 2000                           | 2000                           | 2000                           | 2000                           | 2000                           | 2000                           | 2010                           | 2010                           | 2010                              | 2010                              | 2010                              | 2010                              | 2010                              | 2010                              | 2010                              | 2010                              | 2020                              | 2020                              | 2020                              | 2020                              |

## Controvérsias

### Uma visão enviesada da história da Vendeia
Muitos historiadores criticaram o tratamento tendencioso da Guerra da Vendeia na Cinéscénie. É o caso do historiador Michel Vovelle, professor de história da Revolução Francesa na Universidade Panthéon-Sorbonne e ex-diretor do Instituto de História da Revolução Francesa, que descreve Puy du Fou como “revisão espetacular da Revolução Francesa” propondo uma “visão saudosista do mundo e uma memória que está longe de ser inocente”. Conclui “aos franceses que muitas vezes perderam o rumo histórico, em busca de qualquer memória, inimigos da violência (e com razão), da mudança que apreendem, em busca de raízes, a afirmação identitária da região-memória da Vendeia, revista e corrigida pelo Sr. Philippe de Villiers, fornece uma referência conveniente e globalmente considerada satisfatória, quer nos regozijemos ou deploremos."

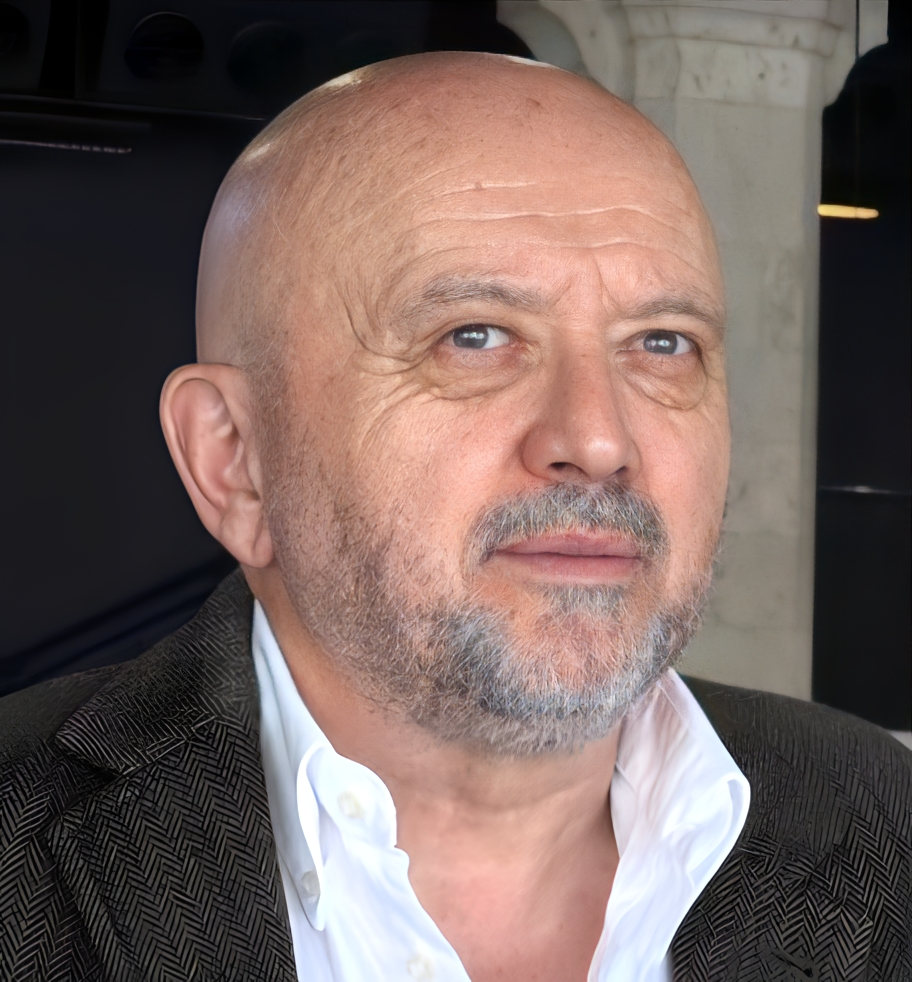
Jean-Clément Martin.

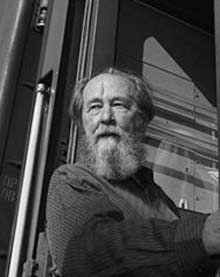
Alexander Soljenítsin.

Assim, como sublinham Jean-Clément Martin, historiador especializado na Revolução Francesa, na Contrarrevolução e na Guerra da Vendeia, e Valérie Sottocasa, professora de história moderna na Universidade de Toulouse-Jean-Jaurès, o espetáculo, "imediatamente militante e simbólico" exalta "o mito de uma época de ouro durante a qual nobres e pessoas comuns estavam unidas pelo mesmo ideal comunitário" mas "que serviu até hoje para consolidar uma cultura política, como evidenciam as comemorações do Puy du Fou, sem dúvida as mais espetaculares do seu género". A mobilização das populações locais no quadro de “uma associação de defesa dos valores da família e da tradição” insere-se neste quadro: trata-se de “popularizar uma ideia da história francesa tingida de Contrarrevolução”, como demonstrado ainda mais nas décadas de 1980 e 1990 pelos temas das conferências ali realizadas ou pelo uso da chegada de Alexander Soljenítsin, que declarou que a Guerra da Vendeia foi a primeira vitória do totalitarismo moderno. Patrick Boucheron escreveu em 2023 que o espetáculo Le Dernier Panache “às vezes deixa claro […] e entristece com as suas palavras — digamos modestamente que a exaltação dos mártires da Vendeia tornou-se ainda mais radical desde 1978”. Jean-Clément Martin e Charles Suaud salientam ainda que o espetáculo Cinéscénie retrata uma sociedade camponesa falsamente uniforme da Vendeia "privada das suas contradições internas, sujeita aos caprichos das estações e aos traumas externos", obscurecendo ao mesmo tempo os confrontos que ocorreram na Vendeia entre católicos e protestantes durante as guerras religiosas e as relações de dominação económica e social.

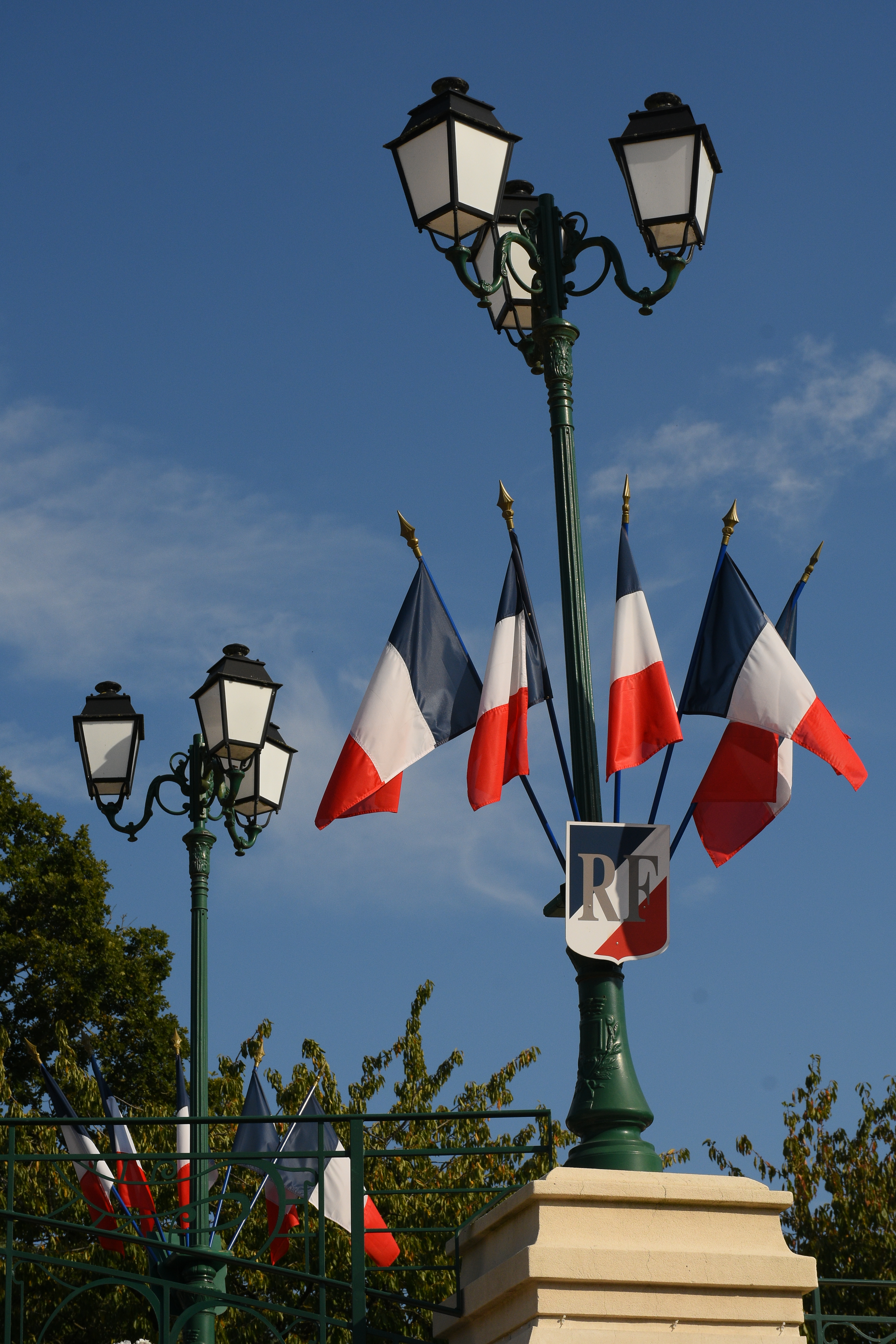
Bandeiras francesas

Segundo o historiador especializado na Revolução Francesa Guillaume Mazeau, “por trás do seu ambiente bem-humorado, o parque de lazer não hesita em explorar a história francesa para fins políticos” com “um projecto preciso: o do seu idealizador, um certo Philippe de Villiers .” A mensagem é que “os vendeanos são um povo que os apoiantes do Terror tentaram exterminar entre 1793 e 1794. Felizmente, durante a Revolução como sempre, este povo martirizado sempre soube resistir às agressões e invasões estrangeiras, preservando o seu génio particular, bem como a sua identidade eterna”. Ele também declara que “Puy du Fou, que lançou em 1977, é uma máquina de guerra que alimenta toda a imaginação histórica do nacionalismo europeu. E damos visibilidade desproporcional a essas mentiras, porque elas são. É um problema real.” Já na década de 1980, historiadores como Claude Langlois e Jean-Clément Martin alertaram para “o perigo de tal representação da história”, onde “a República Francesa nasceu de um desejo de extermínio ou mesmo de genocídio”, conforme descrito pelo historiador Reynald Seycher que está ligado à “rede Puyfolais”. Segundo eles “os 'vendeanos' não são um povo, mas sim indivíduos de diversas origens, habitando em 1793 uma região muito maior que o atual departamento” e divididos entre si pela revolução, com os citadinos apoiando especialmente a revolução. Sem negar os massacres de civis durante a Guerra da Vendeia, contestam o termo genocídio, sendo os massacres políticos e não com o objetivo de eliminar um povo tal como definido pela ONU em 1948. Esta é a “subsequente minimização dos massacres, demasiado embaraçosa para o romance nacional” que “nutriu um processo identitário transformando a história da Vendeia numa arma de guerra contra a República. Puy du Fou é o seu produto de maior sucesso.” Para Jean-Clément Martin e Charles Suaud, “esta contramemória da Vendeia serviu de curativo para populações cujo sofrimento não foi reconhecido e que, unidas por essas lendas, ainda hoje formam uma verdadeira comunidade de crença. Ao participar na Cinéscénie, os voluntários têm a sensação de finalmente verem reconhecido o sofrimento dos seus antepassados.” Patrick Boucheron escreveu sobre este assunto em 2023: “A historiografia republicana há muito minimizava a sua extensão; isso não é mais o caso hoje”. O historiador Michel Vovelle ficou emocionado com o fato de 80 mil espectadores por ano testemunharem uma visão da história da identidade. Jean-Clément Martin afirma que “a República permitiu um surto de violência”, causando segundo ele a morte de “200 mil a 220 mil” pessoas na Vendeia. “A República nunca quis exterminar a população da Vendeia, mas sim os “bandidos da Vendeia”. A distinção é essencial. […] Um crime grave que não pode, no entanto, ser comparado ao genocídio."

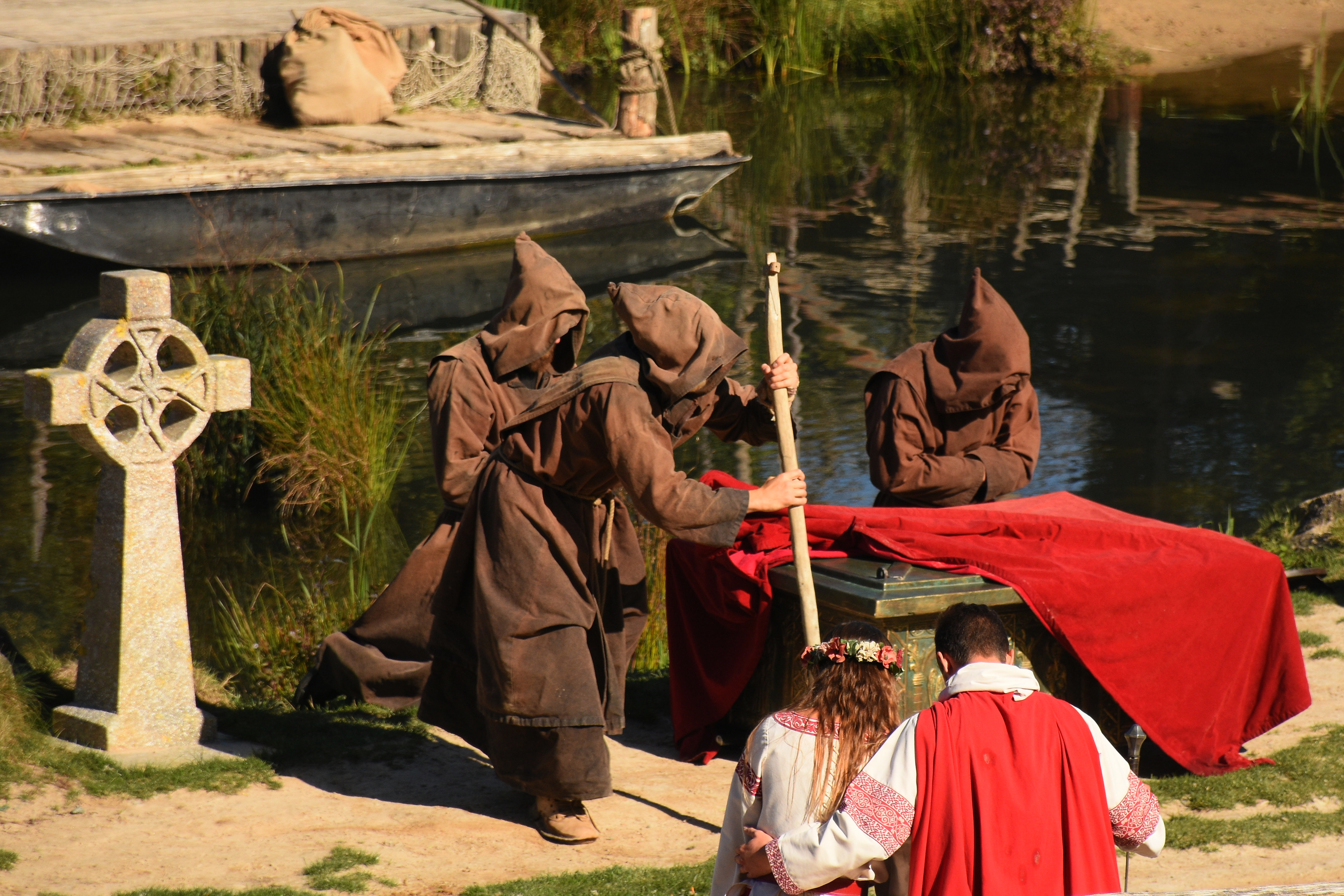
Monges carregando as relíquias de São Filiberto.

O livro Le Puy du faux também trata desse tema, estendendo-o a outros períodos abrangidos pelos espetáculos do parque. Lançado em 2022 e escrito pelos historiadores Florian Besson, Pauline Ducret, Guillaume Lancereau e Mathilde Larrère, o propósito do livro é o seguinte: “se os espetáculos fazem muito sucesso, não têm nada a ver com nenhuma abordagem histórica”. Eles são descritos como “propaganda política”. A questão da pedagogia também é levantada: “o Puy du Fou também acolhe escolas e vende cartilhas educativas. Eles estão cheios de erros, mas acima de tudo totalmente tendenciosos.” Os cenários têm um objetivo comum para cada uma das representações: “A mesma mensagem é apresentada em cada período […] O estrangeiro é sempre um inimigo, o francês é sempre um gentil, e a solução é sempre Deus." Posteriormente, foram feitos insultos e ameaças de morte aos autores nas redes sociais. O editor ressalta que se trata de um julgamento de intenção e que nada é apresentado para desmontar os argumentos da obra.

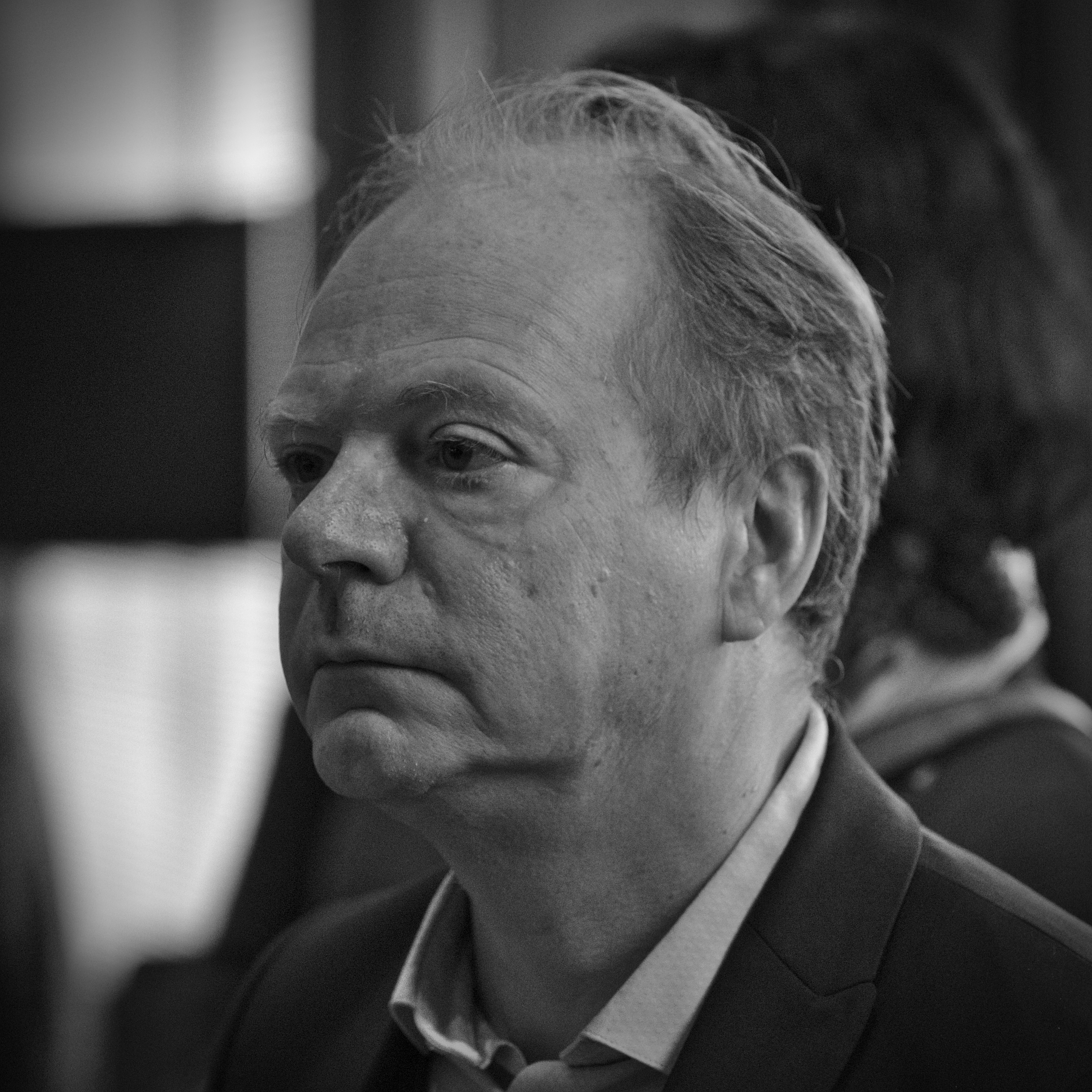
Patrick Boucheron.

A obra Le Puy du faux é, no entanto, criticada por vários historiadores. O historiador Jean-Clément Martin fala de um livro “mal documentado”, “desesperadamente simplista” e cujos autores “teriam feito melhor se trabalhassem mais”. A historiadora Anne Rolland-Boulestreau, especialista na Guerra da Vendeia, acredita que certas passagens “são uma espécie de lição. O livro gira em torno dessa ideia muito simples de que o Puy du Fou é, em poucas palavras, uma ideologia. Um espetáculo, seja ele qual for, não é história porque precisa de uma história. O dente está um pouco duro". O historiador Thierry Lentz reagiu afirmando que este livro “desdobra uma moral cheia de desprezo”.
Após a sua visita, Patrick Boucheron escreveu que “obviamente esperava encontrar ali uma visão muito selectiva do passado nacional. Deste ponto de vista, não estamos desapontados. Não vou surpreendê-los dizendo-lhes que a história do movimento operário ou das lutas feministas não é intrusiva aí, mas a invisibilidade começa no século XVI: nem uma palavra, por exemplo, sobre o protestantismo, enquanto o país Puyfolais era severamente testado pela revogação do Édito de Nantes em 1685. A recusa obstinada da diversidade começa aí. É uma França muito pequena que aqui se celebra, uma concepção estreita da sua história, reduzida a alguns cromos ultrapassados. A mensagem geral é muito menos patriótica do que eclesial, exaltando o catolicismo como religião de amor e paz. Isto nos priva de grandes espetáculos sobre as Guerras Religiosas, mas também sobre as Cruzadas.”
Este modelo de identidade foi exportado para o Reino Unido e Espanha, com tentativas noutros países numa “geografia que segue a do impulso nacionalista”, segundo Guillaume Mazeau. Philippe de Villiers, que admite travar uma “batalha cultural”, declara que “através dos meus livros ou do meu Puy du Fou, transmiti muito mais ideias do que permanecendo como o enésimo lagostim da bacia”.

### Condições de trabalho
O parque temático tem enfrentado críticas de organizações sindicais de trabalhadores temporários da indústria do entretenimento, que veem a utilização massiva de voluntários como uma competição disfarçada.
Em 2003, um deles, funcionário do parque, foi demitido por ter manifestado aos jornalistas a sua simpatia pelo movimento grevista de atores da profissão. Este caso foi então objecto de um processo perante o tribunal do trabalho de La Roche-sur-Yon em janeiro de 2004 por despedimento sem justa causa e emprego oculto. A administração do parque fez com que o funcionário retirasse a sua queixa através de um acordo financeiro. No entanto, o sindicato dos artistas franceses e a federação do espetáculo CGT mantêm as suas.

### Parceria com a Rússia

Entrevista entre Philippe de Villiers e Vladimir Putin na Crimeia, em 2014

Um acordo assinado no verão de 2014 por Philippe de Villiers prevê a construção pela sua empresa Puy du Fou International SAS de dois parques de lazer inspirados no Puy du Fou, um na região recentemente anexada da Crimeia, o outro em Pushkino, perto de Moscovo, o que permitirá contar, no mesmo modelo do parque vendeano, uma certa história da Rússia. Este projeto é financiado no valor de 420 milhões de euros pelo oligarca ultraortodoxo Konstantin Malofeev, uma das personalidades russas sancionadas pela União Europeia por ter financiado as forças armadas separatistas pró-russas que intervieram na Ucrânia durante a crise da Crimeia em 2014. Em janeiro de 2014, a deputada socialista vendeana, Sylviane Bulteau, pediu a Philippe de Villiers para "seguir os valores da França e da Europa, que condenaram amplamente o regime autoritário de Vladimir Putin", e anunciou que iria informar o gabinete do Ministro dos Negócios Estrangeiros, Laurent Fabius, de que o Estado não reconhece nem os resultados do referendo de autodeterminação de 16 de março de 2014 na Crimeia, nem a anexação da península à Rússia.
Apoiada por Moscovo, a administração da Crimeia anunciou em agosto a assinatura do memorando de entendimento para o Puy du Fou Tsargrad entre o chefe do governo da Crimeia, Sergei Axionov, Konstantin Malofeev e Villiers. Nas colunas do Financial Times, um advogado declarou então que este acordo “não tinha qualquer hipótese” de se concretizar, que não havia consequências jurídicas para Villiers, acrescentando “É apenas um gigantesco golpe publicitário”. Jean Geronimo, especialista em Rússia, especificou no mesmo ano que as sanções visam os russos que fazem negócios na Europa e não o contrário. Neste contexto de tensões internacionais, o projeto de abertura do parque duplo sai da agenda da associação e deixa de ser apresentado em 2017. Foi noticiado em novembro de 2017 que a empresa responsável pela construção do parque Pushkino está em liquidação. Nicolas de Villiers declarou em 2019 que “o Presidente Putin imaginou um Puy du Fou na Crimeia. Mas as sanções económicas contra a Rússia impedem-nos de considerar tal projecto”.

### Doação da associação Puy du Fou Espérance à Fundação Jérôme Lejeune

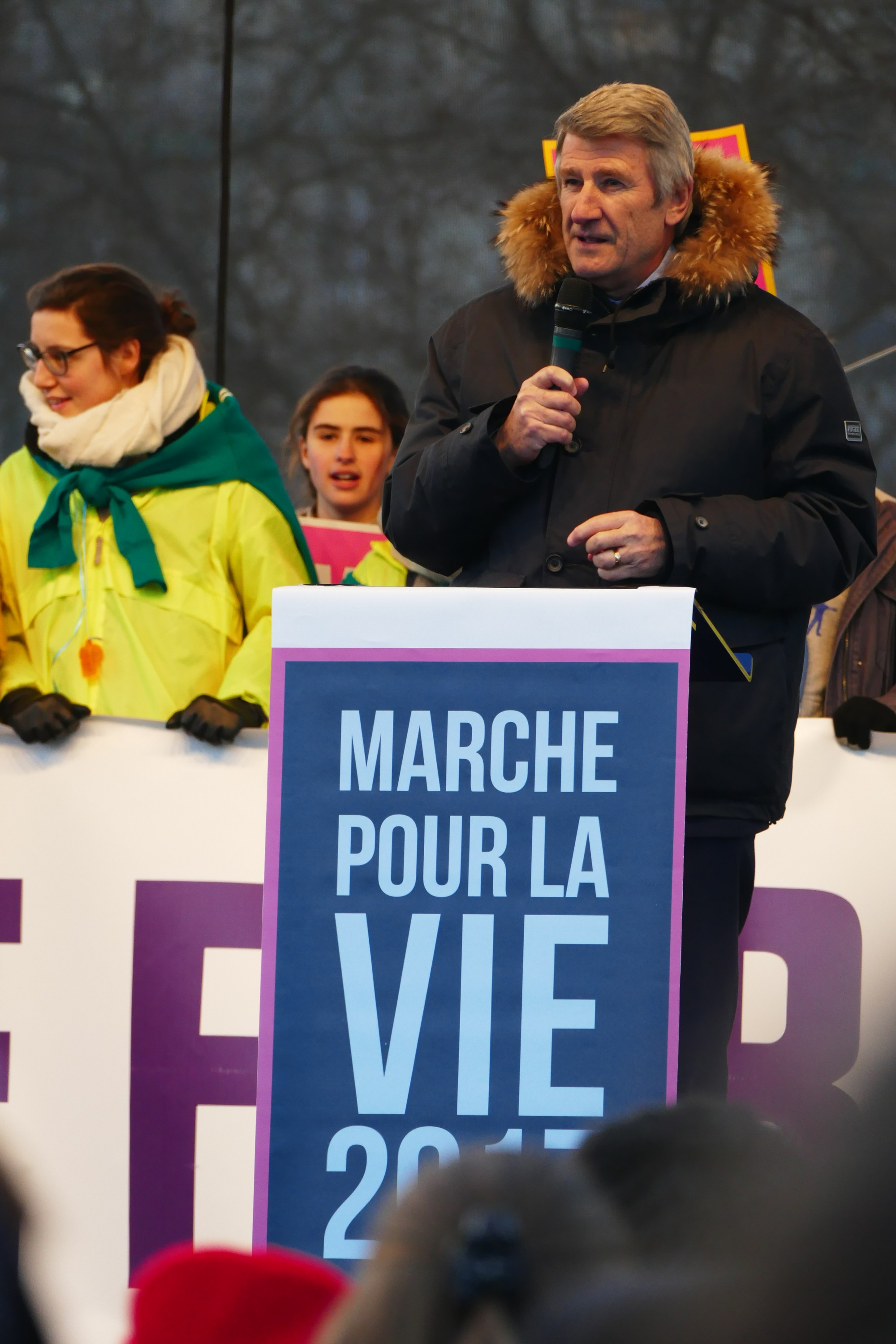
Philippe de Villiers, Marcha pela Vida em Paris.

Em julho de 2015, a associação Cinéscénie fez uma doação de 50 mil euros à Fundação Jérôme Lejeune para a ampliação dos seus edifícios e para ajudar na investigação de doenças genéticas da inteligência e ajuda às famílias, durante uma cerimónia na presença do fundador Philippe de Villiers.
Reconhecida como utilidade pública, nomeadamente pelo apoio à investigação sobre a síndrome de Down, esta fundação pró-vida, de inspiração cristã, apoia a Manif pour tous e opõe-se ao aborto e à eutanásia.

### Autenticidade do anel de Joana D'Arc e uso mediático
Em fevereiro de 2016, um anel datado do século XV e apresentado como uma relíquia de Joana d'Arc foi adquirido por 376 883 euros num leilão em Londres pelo parque de diversões Puy du Fou.
No entanto, os historiadores medievalistas Colette Beaune, Olivier Bouzy e Philippe Contamine manifestam as suas dúvidas sobre a autenticidade do objecto, dadas as incertezas relativas à sua origem e ao acompanhamento da sua transmissão desde o século XV. A revista Le Point conclui que provavelmente é uma farsa.
Os autores William Blanc, doutor em história medieval, e Christophe Naudin, professor de história e geografia, afirmam que através da encenação do anel, Philippe de Villiers “completa assim uma ofensiva mediática, política e comercial, que combina alegremente um discurso de identidade com uma gestão espetacular e liberal.» Na sequência do artigo dos dois historiadores, o jornal Le Monde ofereceu a Philippe de Villiers o direito de resposta. Isto evoca uma “fantasia” e uma “inverdade” relativamente às acusações de “motivos ocultos mercantis” mencionadas na coluna. Philippe de Villiers apresenta queixa por difamação e pede 50 mil euros de indemnização. O procedimento dura quatro anos e liberta os autores e medievalistas.

### LivroPuy du Fou: A Grande Traição
O livro Puy du Fou: A Grande Traição (2019) é uma obra de Christine Chamard, ex-jornalista, ex-voluntária no Puy du Fou durante quase 20 anos. A autora relata a exclusão por braço levantado pelo Comitê Diretor em 23 de dezembro de 2009 do diretor da Cinéscénie desde 1987: Bruno Retailleau (candidato em 2022 à presidência do partido Les Républicains). Uma queixa foi apresentada pela família Villiers contra Christine Chamard e o jornal satírico vendeano Sans-Culotte 85, que divulgou a redação do livro. Em 1 de outubro de 2020, na 17.ª secção do Tribunal Judicial de Paris, a queixa por difamação de Philippe de Villiers foi rejeitada. As conclusões da acusação consideram que “os factos perseguidos não podem caracterizar difamação”. Em 16 de dezembro de 2021, a sentença de primeira instância foi confirmada em recurso. O Tribunal de Apelação de Paris rejeita Villiers; Sans-Culotte 85 e os seus jornalistas foram libertados. O tribunal reconhece “a seriedade do trabalho investigativo”.
Para a divulgação do seu trabalho, Christine Chamard é convidada para On n'est pas couché na France 2. Laurent Ruquier declara que o secretário de imprensa do Sr. de Villiers fez o pedido para não convidar Chamard com, em troca, a presença de Philippe de Villiers para a emissão seguinte. “Ele nunca concordou em vir aqui durante anos. Mas, estranhamente, disse ele, se você cancelar o convite da Sra. Chamard, ele virá na próxima semana." O que o assessor de imprensa nega.

### Condições de abertura durante a pandemia de COVID-19

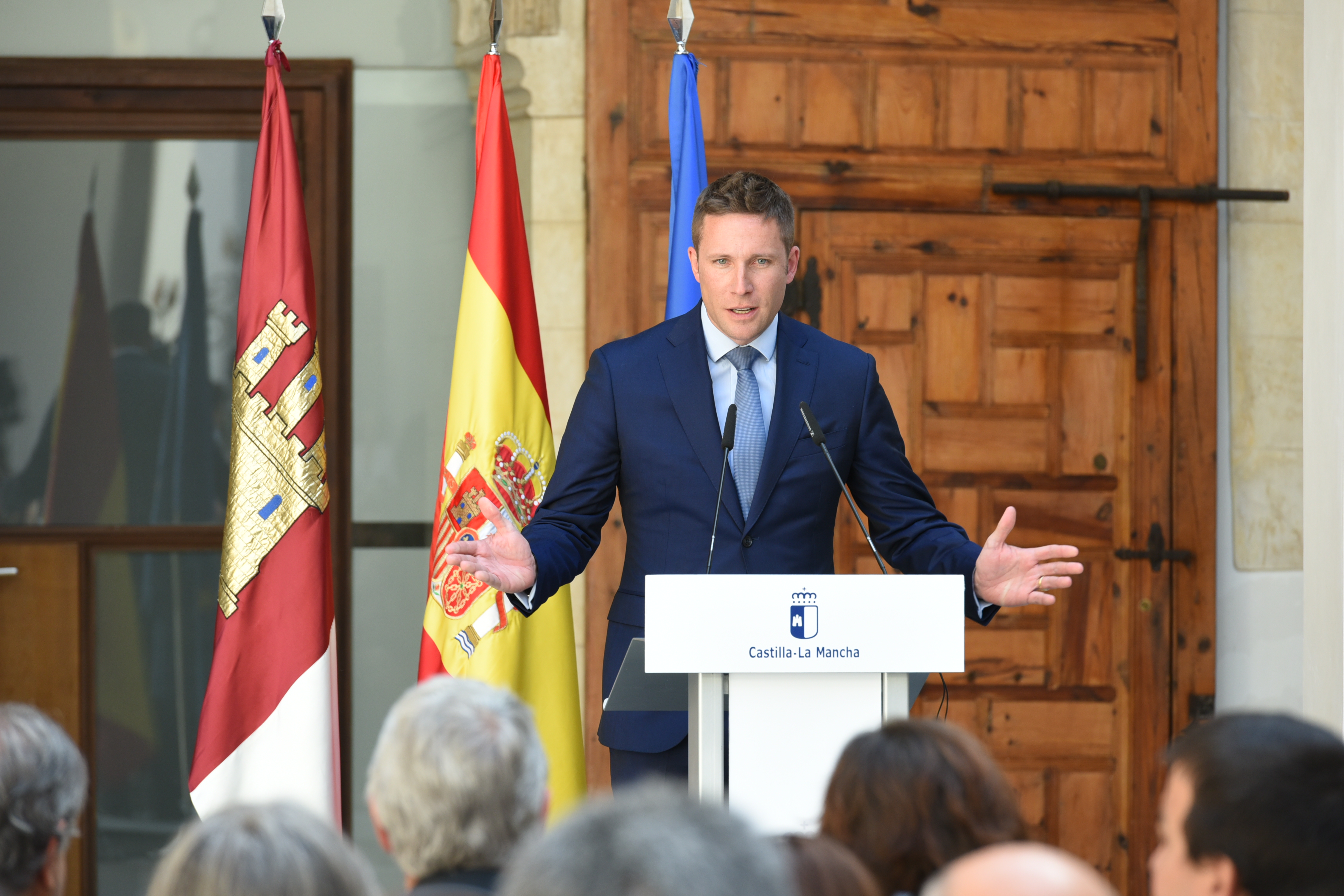
Nicolas de Villiers.

Uma petição online, a favor da reabertura do parque no contexto da pandemia de COVID-19, foi lançada em maio de 2020 por Véronique Besse. Esta última é membra do partido Movimento pela França, cujo presidente é Philippe de Villiers. Segundo a jornalista Anaïs Moran, “Véronique Besse faz parte do seu círculo íntimo desde sempre”. A petição tem mais de 23 400 assinaturas. Vozes da direita e da extrema-direita se revezam exigindo a reabertura do parque, falando em “discriminação”, enquanto todos os parques temáticos estão fechados durante este período. A administração faz pedido ao Presidente da República para reabertura em 2 de junho. Segundo Nicolas de Villiers, no dia 20 de maio, a pedido de Emmanuel Macron, o secretário de Estado do Turismo Jean-Baptiste Lemoyne informou o parque da decisão do conselho de defesa de autorizar a reabertura dos parques de diversões localizados em zonas verdes em 2 de junho. Nicolas de Villiers declara “que foi efectivamente o Secretário de Estado do Turismo Jean-Baptiste Lemoyne, ele próprio informado pelo Presidente da República” quem contactou o parque de diversões. Quando a comissão de defesa decidir, “Philippe de Villiers orgulha-se de ter recebido um SMS de Emmanuel Macron”, escreveu o L’Humanité. Devido aos tempos de preparação logística necessários à reabertura, está prevista para 11 de junho. Segundo a antiga Ministra da Cultura Aurélie Filippetti, este é um “privilégio monstruoso” em comparação com outros atores culturais, como o Festival de Avignon, que permanece fechado até meados de julho. Para o eurodeputado Raphaël Glucksmann, esta reabertura é o resultado de uma suposta amizade entre o Presidente da República e Philippe de Villiers. Várias figuras políticas acusam Emmanuel Macron de favoritismo.
No dia 24 de julho de 2020 aconteceu a estreia da Cinéscénie: 12 mil pessoas foram divididas em três arquibancadas com 4 mil lugares, enquanto na França os grandes eventos foram limitados por decreto a 5 mil pessoas desde 10 de julho. O protocolo do parque prevê a separação entre essas arquibancadas em acrílico, uso de máscaras, medição de temperatura e distribuição de álcool gel. As imagens de uma reportagem da France 2 que cobria o espetáculo criaram polêmica. A promiscuidade e o número de espectadores são postos em causa. A direção tomou a decisão no dia seguinte de limitar a capacidade do espetáculo noturno a 5 mil pessoas, a partir do fim de semana seguinte. Para o espetáculo marcado para 15 de agosto, o parque recebeu autorização para acomodar até 9 mil espectadores. Mais uma vez, isto leva a várias reações, algumas das quais qualificam esta autorização como favoritismo ou clientelismo com Emmanuel Macron segundo — por exemplo — David Belliard, Julien Bayou, Olivier Faure, Rachid Temal, Bastien Lachaud, Aurore Lalucq, bem como personalidades do mundo do espetáculo. Emmanuel Macron declara que “não houve intervenção do Eliseu”. “Não há nenhum fato do príncipe” declara Roselyne Bachelot, usando a expressão de David Assouline, extraída de um artigo no Libération. Esta isenção é removida para os programas seguintes.

### Abuso de animais

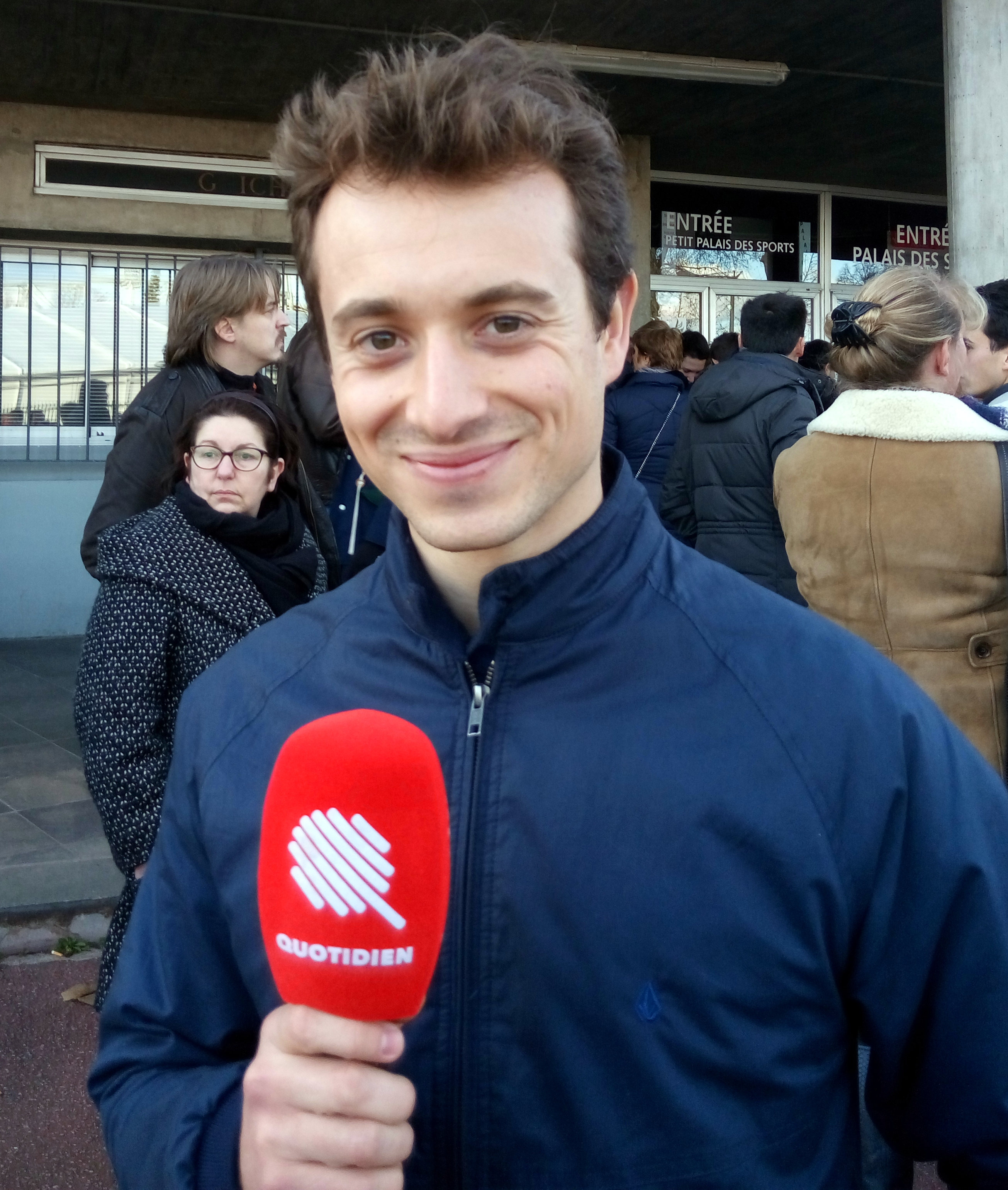
Hugo Clément.

Em 16 de dezembro de 2020, foram divulgados depoimentos de ex-funcionários que lidaram com crueldade contra animais. Hugo Clément, jornalista da France 2, ativista do bem-estar animal e ex-colaborador do Petit Journal, é o autor da investigação que revela estas ações. Estas incluem, por exemplo, “choques com bastões eléctricos em vacas, cordeiros congelados vivos, gatos usados como isco para aves de rapina, tiros com espingardas de ar comprimido contra animais selvagens, animais drogados, veado abatido […]”. Bem como “avestruzes abatidos no final da temporada, camelos drogados, […] cavalos espancados, […] ovelhas moribundas não eutanizadas. Os camelos foram sedados. Os animais foram drogados para que ficassem tranquilos diante do público." O parque responde ao jornalista através do seu blogue, entre outras coisas, “O medo alegado por Hugo Clément de “represálias” destinadas a proteger o anonimato das “testemunhas” é gravemente calunioso”, bem como através de vários vídeos, incluindo quatro séries de “contratestemunhos” de formadores, funcionários e zeladores do parque publicados nas redes sociais. Nas suas respostas, Nicolas de Villiers “admite que certas alegações são verdadeiras” — entre outras as relativas a avestruzes e camelos — ou são o resultado de “erros de recrutamento”, como as relativas à violência contra cavalos. Quanto a outras informações, ele nega, diz não ter conhecimento ou não acreditar. Perante estas acusações, a associação de defesa dos circos familiares apoia o parque.
Estas revelações ocorreram três dias antes das eleições da Miss França 2021, realizadas no Puy du Fou. A polêmica afeta indiretamente a competição, o que fez Geneviève de Fontenay reagir.

## Puy du Fou Films

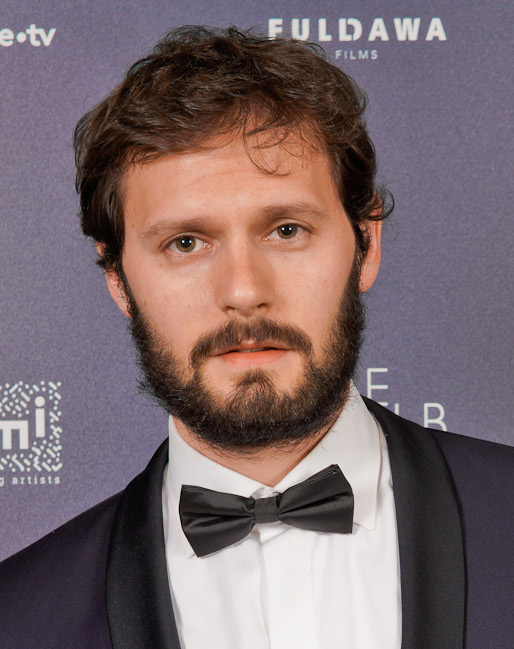
Hugo Becker é o protagonista em Vaincre ou mourir.

Em 2021, o parque cria uma nova entidade de produção audiovisual, a Puy du Fou Films, com o objetivo de produzir filmes, séries e documentários para cinema e plataformas como Netflix.
Em 2021 e 2022 foi filmado o primeiro filme, Vaincre ou morrir, dirigido por Paul Mignot e Vincent Mottez e coproduzido pela Puy du Fou Films e StudioCanal. Esse filme conta a história de François-Athanase Charette de La Contrie e a Guerra da Vendeia, com a participação de historiadores especializados na Revolução Francesa como Jean-Clément Martin, Nicolas Delahaye e Anne Rolland-Boulestreau. Jean-Clément Martin, no entanto, solicitou posteriormente a retirada das suas intervenções. Entre os atores estão Hugo Becker, Jean-Hugues Anglade, Rod Paradot, Constance Gay e Francis Renaud. Lançado em janeiro de 2023, o filme é distribuído pela Saje. Na França, o agregador de críticas AlloCiné mostra uma média de 1,3⁄5 estabelecida a partir de dez títulos de imprensa. As críticas dos espectadores dão ao filme uma média de 4 em 5, mas a sua representatividade é questionada. O filme causou controvérsia na imprensa.

## Presidentes
Lista dos presidentes da Associação para o Desenvolvimento do Castelo e do Pays do Puy du Fou (lei de 1901).
- Philippe de Villiers (1978–1990)
- Emmanuel de Villiers (1990–2002)[130]
- Jean-Marie Delahaye
- Nicolas de Villiers (desde 2004)

## Puyfolais

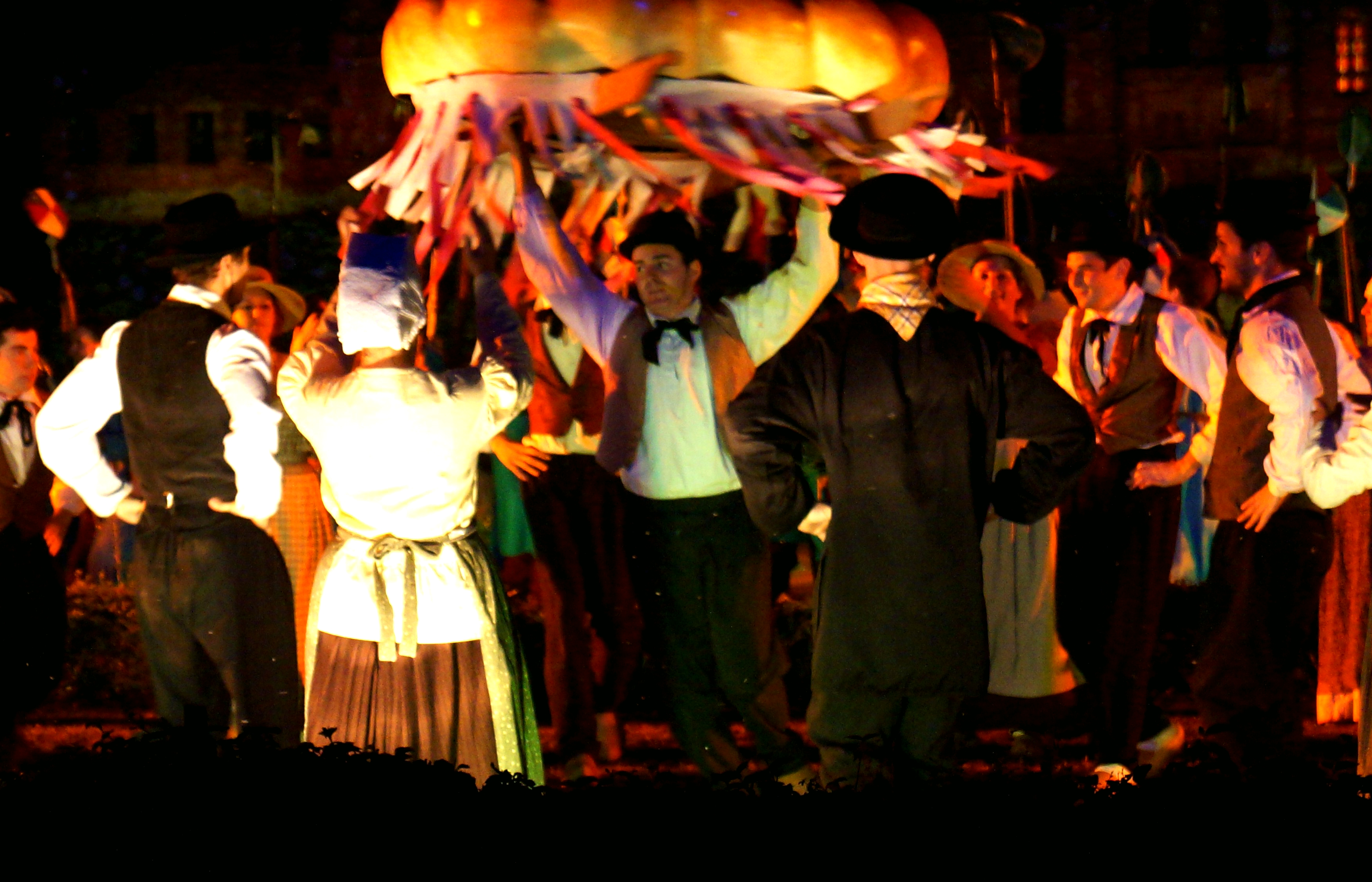
Puyfolais em representação

O termo “Puyfolais” designa os voluntários que fazem parte da associação Puy du Fou e participam no espetáculo Cinéscénie.
Um decreto do Ministério da Cultura de janeiro de 2018 põe em causa o estatuto de voluntário para espetáculos ao vivo com fins lucrativos. Prevê a participação em no máximo oito espetáculos por ano, enquanto a Cinéscénie está programada vinte e oito vezes. Philippe de Villiers contactou o Ministério da Cultura em fevereiro. A resposta, co-assinada pelo Ministério da Cultura, pelo Ministério do Trabalho e pela Direção da Segurança Social, chegou em Março e declarava que a Cinéscénie não se enquadra nestas condições e está em conformidade com a lei. Philippe de Villiers comunica sobre este ponto “Está ganho! Fomos ouvidos. Graças à intervenção pessoal de Emmanuel Macron, todas as associações de voluntariado recuperam agora a liberdade de voluntariado. Puy du Fou foi o gatilho!".
Patrick Boucheron, historiador especialista em Idade Média e Renascimento, professor no Collège de France na cadeira “História dos Poderes na Europa Ocidental, sec. XIII–XVI” evoca sua dedicatória:
"este imenso sucesso popular deve primeiro ser creditado àqueles que ali trabalham de boa-fé, empenham nele o seu talento e sem dúvida ficariam magoados se questionássemos a sua dedicação a uma causa que os transcende e na qual acreditam ser justa."

## Doações feitas

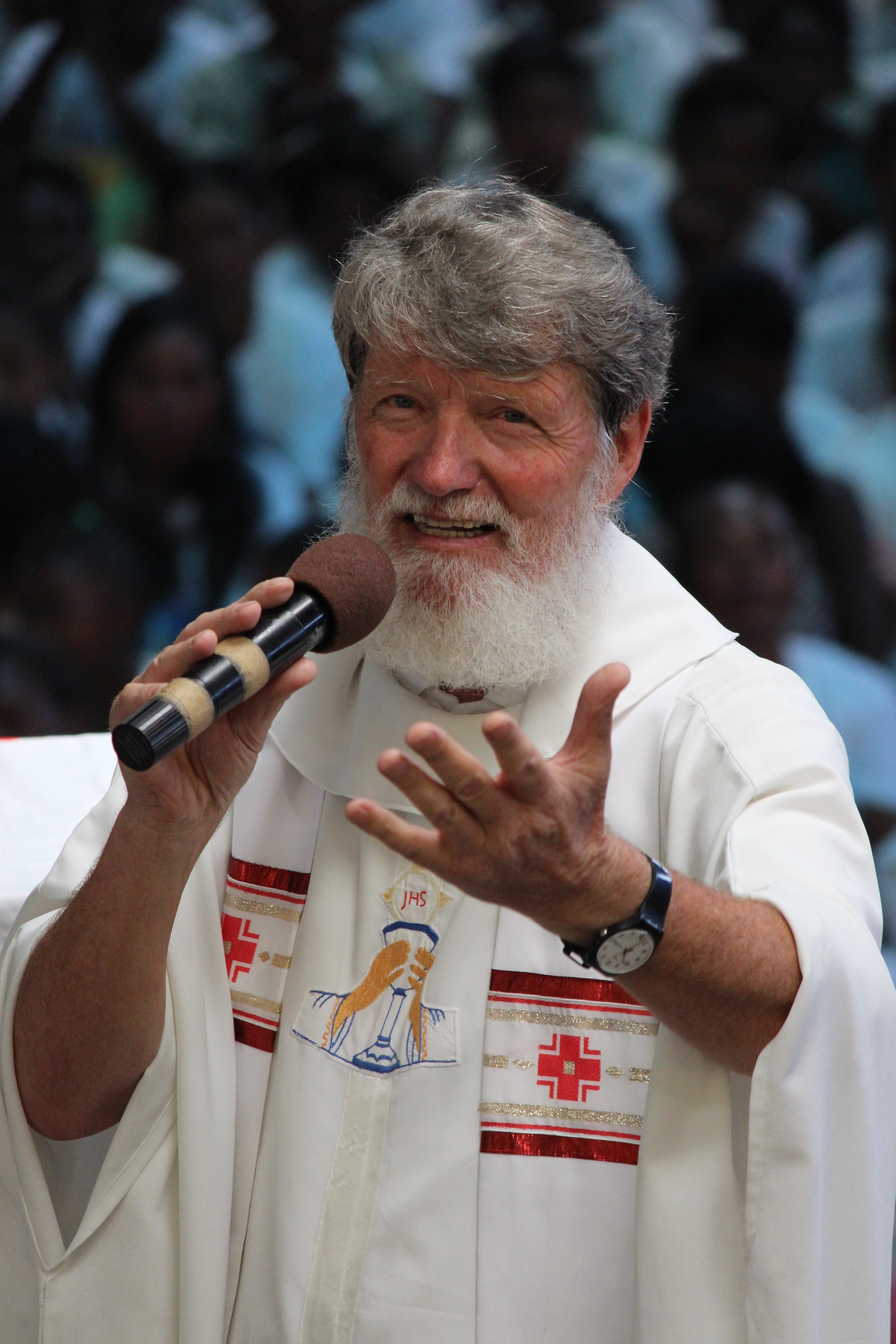
Padre Pedro Opeka.

Criada em 2010, Puy du Fou Espérance é uma organização que tem como objetivo fazer doações a associações.
Uma doação de 10 mil euros foi feita em 2008 para a associação Akamasoa fundada pelo padre lazarista Pedro Opeka. A associação visa ajudar as crianças de Madagáscar. O Puy du Fou doou mais uma vez 20 mil euros em 2012 à associação Akamasoa, depois 50 mil euros em 2017.
Foram recolhidos 10 mil euros em 2008 para fazer uma doação à associação Enfants du Liban do Padre Mansour Labaky, um padre libanês maronita (posteriormente condenado, a partir da década de 2010, por abuso sexual de menores).
Em 2015, foram doados 50 mil euros à Fundação Jérôme Lejeune (ver secção Controvérsias).
A revista Valeurs actuelles informou que a Puy du Fou Espérance doou 300 mil euros em 2019 à diocese de Paris, para ajudar na restauração da Catedral de Notre-Dame de Paris. Outras doações são feitas para a liga contra o cancro.

## Prémios
- 13 de agosto de 2011, Puy du Fou conquistou o Jupiter de prata na "Internationale des Feux Loto Quebec", a maior competição internacional de pirotecnia de Montreal.[142][143]
- 17 de março de 2012, Puy du Fou recebeu o Thea Classic Award 2012, por "atrações turísticas notáveis e inovadoras que resistiram ao teste do tempo" em Los Angeles.[144]
- 2013: foi premiado com o título de "Melhor Parque Temático Europeu" pelos Parksmania Awards na Itália.[145]
- 2014: recebeu o Prémio Aplausos da Associação Internacional de Parques de Diversões e Atrações.
- 2017: recebeu o "Hall of Fame Award" em Orlando, na Flórida, durante a Expo da Associação Internacional de Parques de Diversões e Atrações.
- 16 de março de 2024, recebeu o Prémio Thea de Melhor Espetáculo ao Vivo por "Le Mime et l'Etoile" da Themed Entertainment Association.[146]